# Tákisz Físzasz
Tákisz Físzasz (görögül: Τάκης Φύσσας; Athén, 1973. június 12. –) görög válogatott labdarúgó, hátvéd. Tagja volt a 2004-ben Európa-bajnokságot nyert görög válogatott keretének, illetve részt vett a 2005-ös konföderációs kupán.

## Pályafutása

### Klubcsapatokban
1990 és 1998 között a Panióniosz játékosa volt. 1998-tól 2003-ig a Panathinaikószban játszott. 2003-ban Portugáliába szerződött a Benfica csapatához, melynek tagjaként 2004-ben portugál labdarúgókupát nyert, 2005-ben pedig portugál bajnoki címet szerzett. 2005 és 2007 között a skót Hearts labdarúgója volt és 2006-ban megnyerte csapatával a skót labdarúgókupát. 2008-ban a Panathinaikószban fejezte be a pályafutását. 

### A válogatottban
1999 és 2007 között 60 alkalommal szerepelt a görög válogatottban és 4 gólt szerzett. Tagja volt a 2004-es Európa-bajnokságon győztes válogatott keretének. Részt vett még a 2005-ös konföderációs kupán is.

## Sikerei, díjai
Panathinaiksóz
- Görög bajnok (1): 2003–04

Panióniosz
- Görög kupagyőztes (1): 1997–98

SL Benfica
- Portugál bajnok (1): 2004–05
- Portugál kupagyőztes (1): 2003–04

Hearts
- Skót kupagyőztes (1): 2005–06

Görögország
- Európa-bajnok (1): 2004